# DNR
"DNR", del inglés Do Not Resucitate (titulado "Orden de no reanimar" en Argentina, "No RCP" en España y "La decisión" en México), es el noveno episodio de la primera temporada de la serie estadounidense House M. D. Fue emitido el 1 de febrero de 2005 en Estados Unidos y el 21 de febrero de 2006 en España.
Un conocido trompetista sufre un ataque mientras está grabando una pieza musical. Es ingresado en el hospital donde firma un documento que prohíbe realizar ninguna intervención de reanimación (No RCP). House y un famoso médico deberán "competir" por Foreman y por el paciente.

## Sinopsis
El título original "DNR" corresponde a una sigla derivada de la expresión inglesa "do not reanimate" o su similar "do not resuscitate", que literalmente significan "no reanimar" y "no resucitar", respectivamente. Constituye una orden médica para que, ciertas personas no reciban tratamiento de reanimación cardiopulmonar (RCP), debido a que así lo solicitaron por escrito. 

### Caso principal
Un conocido trompetista, John Henry Giles, quien se desplaza en silla de ruedas debido a una parálisis sufrida dos años atrás, padece un ataque respiratorio cuando comienza a tocar en la grabación de una pieza con una banda de música.
Ingresado al hospital de urgencia, el Dr. House va a la oficina de Cuddy, la directora de la clínica, para decirle que "quiere entrar". House es un músico aficionado. Cuddy rechaza el pedido porque se trata de un simple caso de neumonía, pero House alega que él quiere tratar la parálisis, cuyo origen se desconoce. Cuddy vuelve a negar el pedido de House porque la parálisis de John Henry es atendida con un tratamiento experimental por un famoso médico, Marty Hamilton, con quien el Dr. Foreman hizo su residencia. El Dr. Hamilton llamó por teléfono a Cuddy para pedirle que asignara a Foreman, como jefe del equipo de House, para tratar la neumonía del músico. House y Hamilton deberán "competir" por Foreman y por el paciente.
House, sin embargo, logra que el equipo -ahora dirigido por Foreman, a quien trata de "jefe"- analice también la parálisis. Hamilton ya ha diagnosticado la parálisis como esclerosis lateral amiotrófica (ELA), una enfermedad degenerativa que lleva a la muerte; es la misma enfermedad que padece el físico Stephen Hawking. House cuestiona el diagnóstico, porque se trata de una enfermedad "de exclusión", para la que no existen pruebas ni tratamientos y propone realizar una resonancia magnética (IRM), para examinar otras alternativas. Pero Foreman lo rechaza ("es mi caso").
Mientras Foreman atiende a John Henry, este le consulta su opinión médica, y Foreman confirma su coincidencia con el diagnóstico de Hamilton. El músico, sin embargo, le hace saber sus dudas, porque el tratamiento no está funcionando. Foreman menciona entonces que House sugirió una IRM, y John Henry le pregunta quién piensa que tiene razón: House o Hamilton. Foreman toma partido por Hamilton y entonces John Henry pide una orden de no reanimar (ONR).
Foreman le cuenta a House que el trompetista firmó una ONR y éste, que sigue pensando en diagnósticos alternativos, le sugiere incluir inmunoglobulina, es decir anticuerpos, entre las sustancias que va a administrarle. Foreman lo hace.
La inmunoglobulina tiene el efecto de provocarle una apnea, pero los médicos no pueden intubarlo debido a la ONR que firmó John Henry. Cuando House llega, hace caso omiso de la ONR y lo intuba personalmente. John Henry lo acusa penalmente de agresión y consigue una orden judicial de restricción que le ordena a House no acercarse a menos de 15 metros del trompetista y Foreman lo critica duramente.
Debido a la reacción a la inmunoglobulina, House descarta que la parálisis se debe a neuropatía motora multifocal. House sigue examinando el caso con Chase y Cameron, que se sienten incómodos ante la doble cadena de mando. Cameron sostiene que podría tratarse de granulomatosis de Wegener.
Ante la situación, el Dr. Hamilton viaja de Los Ángeles a Nueva Jersey para desconectar a John Henry. House entonces inicia una acción legal para evitar que el músico sea desconectado, alegando que de morir se violaría la Sexta Enmienda a la Constitución de los Estados Unidos que incluye la llamada cláusula de confrontación, que establece el derecho de todos los ciudadanos a "confrontar a los testigos en su contra". El juez la concede.
Al volver al hospital Cameron y Chase le informan que la biopsia sólo mostró una inflamación, una débil señal para sostener que padece Wegener. Pero House, sin más posibilidades de realizar nuevos exámenes, decide administrarle Citoxan, dando por hecho que padece Wegener.
Hamilton llega al hospital y tiene una conversación con House. Le comunica que los cargos contra él han sido levantados y que se cumplirá el deseo del John Henry de ser desconectado del respirador artificial. Sin embargo, luego de la desconexión, el paciente no muere, circunstancia que también prueba que la afección no es Wegener y que House volvió a equivocarse. Cameron sugiere entonces que podría tratarse de un accidente cerebrovascular y House ordena una angiografía para ver si encuentran una embolia.
House le ofrece a John Henry un trato: que le permita averiguar qué tiene y luego él lo ayuda a suicidarse. Pero el trompetista le responde que no tiene más interés en vivir si no puede seguir tocando la trompeta y dice que ambos son iguales, con una obsesión en la vida que los diferencia de la gente normal, y sin la cual no quisieran seguir vivos. "Yo tengo la música; usted tiene esto, en lo que piensa todo el tiempo, que le impide ser normal. Por eso somos extraordinarios, por eso somos los mejores. Lo único que nos falta es todo lo demás... Pero cuando se acaba, se acaba". Ante semejante declaración, House dice que "aún no ha acabado para él" y se lo lleva para realizarle la resonancia en la que ya había pensado al comienzo. Allí descubren que John Henry padeció efectivamente un accidente cerebrovascular que le causó una embolia en el cerebro. Le realizan una embolectomía y le extraen el coágulo.
En una nueva resonancia, Cameron descubre que John Henry tiene una malformación arteriovenosa (MAV) intradural que presiona la médula espinal causando la parálisis. La misma no resultaba visible pero los esteroides que le suministraron redujo la inflamación y permitió que fuera detectada. Operado, el músico recuperó plenamente su salud. Al irse le regala su trompeta a House quien se queda anonadado ante el gesto.

### Atención clínica de rutina
En la atención clínica de rutina, que House detesta porque lo aburre la ausencia de problemas médicos complejos, examina a un hombre maduro que habla de su pene en tercera persona ("el y yo somos dos personas") y que ha ido al hospital en busca de una receta de Viagra. House detecta que el hombre oculta una diabetes y no respeta la dieta necesaria. Le recomienda no dejar de inyectarse insulina y le prescribe "las pastillas azules". 

### Relaciones entre los personajes
Foreman se ve en el dilema de continuar en el equipo de House o aceptar la excelente proposición laboral que le hace el Dr. Hamilton de irse a trabajar con él. Consulta con sus compañeros y Chase dice que él no necesita el dinero, en tanto que Cameron responde que ella no odia a House. Ambos se preguntan si House haría valer el plazo de dos años del contrato de Foreman, sólo para "no perder" a Foreman a manos del Dr. Hamilton. Foreman y House tienen una conversación privada, en la que éste le dice que debe irse con quien crea que es mejor médico. Foreman entonces le recrimina su modo abusivo de actuar y lo compara con el modo gentil del Dr. Hamilton. House desestima la queja de Foreman diciendo que la cuestión de los modales de cada uno carece de importancia y se produce el siguiente diálogo:

Foreman: ¿Es así de sencillo? ¿Simplemente debo ignorar las burlas y el abuso?
House: Oh, ¿cuándo abuso de ti?
Foreman: ¿Cuándo no abusa? Si cometo un error...
 House: ...Te hago responsable, ¿Y qué?
Foreman: El Dr. Hamilton perdona. Es capaz de seguir adelante.
House: ¡No, no es eso lo que hace!
Foreman: Yo arruiné su caso y él me dijo...
House: Nunca te dijo que te perdonaba. Yo estaba ahí. Dijo que no era tu culpa.
Foreman: ¿Entonces?
House: ¿Entonces? Es que sí era tu culpa. Tomaste una oportunidad, hiciste algo maravilloso. Estabas equivocado, pero siguió siendo maravilloso. Deberías sentirte de maravilla por haber hecho algo maravilloso. Deberías sentirte como la mierda porque era una equivocación. Esa es la diferencia entre él y yo. Él piensa que hay que hacer el trabajo, y que sea lo que sea. Yo pienso que lo que yo hago y lo que tú haces, cuenta. Él duerme mejor a la noche. No debería.

Finalmente Foreman permanece con House, expresando con su mirada un sentimiento de admiración.
En la corte, Wilson le reprocha a House padecer el complejo de Rubik, refiriéndose a la compulsión del médico por resolver dilemas, como el cubo de Rubik.

## Diagnóstico
El paciente padece dos afecciones: a) una embolia que le causó un accidente cerebrovascular reflejado en parálisis de miembro superior derecho; b) una malformación arteriovenosa (MAV) intradural que presiona la médula espinal causando la parálisis de miembros inferiores.